# ギース・アンド・ザ・ゴースト
『ギース・アンド・ザ・ゴースト』（The Geese And The Ghost）は、アンソニー・フィリップスのファースト・アルバムである。ジェネシスのメンバーであるマイク・ラザフォードと共に作成された楽曲のあり、サウンドも初期ジェネシスの延長線にあるが、やはりアンソニーの好みを反映させた牧歌的でアコースティックな演奏が全体的に大きい位置を占めている。なお、「フィッチ・ウェイ・ザ・ウィンド・ブロウズ」と「ゴッド・イフ・アイ・ソー・ハー・ナウ」には、フィル・コリンズがリード・ボーカルとして参加している。
アルバム・ジャケットは、この作品以降しばしばアンソニーのアルバムをデザインすることになるピーター・クロスの手による。

## 収録曲
作曲：全曲アンソニー・フィリップス（3、5、6はフィリップスとマイク・ラザフォードの共作）
1. 「ウィンド-テイルズ」 - "Wind - Tales" 1:02
2. 「フィッチ・ウェイ・ザ・ウィンド・ブロウズ」 - "Which Way the Wind Blows" 5:51
3. 「ヘンリー：ポートレイツ・フロム・チューダー・タイムズ」 - "Henry; Portraits From Tudor Times" 12:11
  1. 「ファンファーレ」 - Fanfare
  2. 「リュートのコーラス」 - Lutes' Chorus
  3. 「ミスティ・バトルメンツ」 - Misty Battlements
  4. 「ヘンリー・ゴーズ・トゥ・ウォー」 - Henry Goes to War
  5. 「デス・オヴ・ア・ナイト」 - Death of a Knight
  6. 「チライアンファント・リターンズ」 - Triumphant Return
4. 「ゴッド・イフ・アイ・ソー・ハー・ナウ」 - "God if I Saw Her Now" 4:09
5. 「チャイニーズ・マッシュルーム・クラウド」 - "Chinese Mushroom Cloud" 0:46
6. 「ギース・アンド・ザ・ゴースト」 - "The Geese and the Ghost" 15:40
  1. 「パート1」 - Part 1
  2. 「パート2」 - Part 2
7. 「コレクションズ」 - "Collections" 3:07
8. 「スリープフォール : ザ・ギース・フライ・ウェスト」 - "Sleepfall: The Geese Fly West 4:33

### ボーナス・トラック
1990年再発盤
1. 「マスター・オヴ・タイム（デモ）」 - Master Of Time (Demo) 7:37

## 参加メンバー
- アンソニー・フィリップス (Anthony Phillips) – ギター（アコースティック12弦、6弦、クラシック、エレクトリック6弦、12弦）、ベース、ダルシマー、ブズーキ、シンセサイザー、メロトロン、ハルモニウム、ピアノ、オルガン、チェレステ、ピン・ピアノ、ドラム、グロッケンシュピール、ティンバレス、ベル、チャイム、ゴング、リード・ボーカル on 「コレクションズ」「マスター・オヴ・タイム（デモ）」
- マイク・ラザフォード (Mike Rutherford) – ギター（アコースティック12弦、6弦、クラシック）、ベース、オルガン、ドラム、ティンバレス、グロッケンシュピール、シンバル、ベル
- フィル・コリンズ (Phil Collins) – リード・ボーカル on 「フィッチ・ウェイ・ザ・ウィンド・ブロウズ」「ゴッド・イフ・アイ・ソー・ハー・ナウ」
- ロブ・フィリップス (Rob Phillips) – オーボエ on 「ギース・アンド・ザ・ゴースト」「スリープフォール : ザ・ギース・フライ・ウェスト」
- ラゾ・モモロヴィッチ (Lazo Momulovich) – オーボエ、コーラングレ on 「ヘンリー：ポートレイツ・フロム・チューダー・タイムズ」「ギース・アンド・ザ・ゴースト」
- ジョン・ハケット (John Hackett) – フルート on 「ゴッド・イフ・アイ・ソー・ハー・ナウ」「コレクションズ」「スリープフォール : ザ・ギース・フライ・ウェスト」
- ウィル・スリース (Wil Sleath) – フルート、バロック・フルート、リコーダー、ピッコロ on 「ヘンリー：ポートレイツ・フロム・チューダー・タイムズ」
- ジャック・ランカスター (Jack Lancaster) – フルート、リリコン on 「スリープフォール : ザ・ギース・フライ・ウェスト」
- チャーリー・マーティン (Charlie Martin) – チェロ on 「チャイニーズ・マッシュルーム・クラウド」「ギース・アンド・ザ・ゴースト」
- カーク・トレヴァー (Kirk Trevor) – チェロ on 「チャイニーズ・マッシュルーム・クラウド」「ギース・アンド・ザ・ゴースト」
- ニック・ヘイリー (Nick Hayley) (with "friend") – ヴァイオリン on 「ギース・アンド・ザ・ゴースト」
- マーティン・ウェストレイク (Martin Westlake) – ティンパニ on 「ヘンリー：ポートレイツ・フロム・チューダー・タイムズ」「チャイニーズ・マッシュルーム・クラウド」「ギース・アンド・ザ・ゴースト」
- トム・ニューマン (Tom Newman) – ヘッケルフォーン、バルク・イレーザー（オープンリールデッキ） on 「マスター・オヴ・タイム（デモ）」
- ヴィヴィアン・マコーリフ (Vivienne McAuliffe) – ボーカル on 「ゴッド・イフ・アイ・ソー・ハー・ナウ」
- センド・バーンズ・オーケストラ (Send Barns Orchestra)
- ジェレミー・ギルバート (Jeremy Gilbert) – 指揮
- バージ・ラブル (Barge Rabble) – 数人の友人の声
- ラルフ・バーンスコーン (Ralph Bernascone) – ソロイスト
- デヴィッド・トーマス (David Thomas) – クラシック・ギター on 「マスター・オヴ・タイム（デモ）」
- ロニー・ガン (Ronnie Gunn) – ハルモニウム、ピアノ on 「マスター・オヴ・タイム（デモ）」